# ECW Hardcore Heaven
Hardcore Heaven è stato un evento di wrestling organizzato annualmente dalla Extreme Championship Wrestling tra il 1994 e il 2000, tranne che nel 1998. Le edizioni del 1997, 1999 e 2000 furono trasmesse in pay-per-view.

## Edizioni
| Edizione        | Data           | Città           | Sede                    | Main event                                                                                       |
| --------------- | -------------- | --------------- | ----------------------- | ------------------------------------------------------------------------------------------------ |
| 1994 (Dettagli) | 13 agosto 1994 | Filadelfia      | ECW Arena               | Cactus Jack contro Terry Funk terminò in no contest                                              |
| 1995 (Dettagli) | 1º luglio 1995 | Filadelfia      | ECW Arena               | The Public Enemy (Rocco Rock & Johnny Grunge) sconfissero The Gangstas (New Jack & Mustafa)      |
| 1996 (Dettagli) | 22 giugno 1996 | Filadelfia      | ECW Arena               | Sabu sconfisse Rob Van Dam                                                                       |
| 1997 (Dettagli) | 17 agosto 1997 | Fort Lauderdale | War Memorial Auditorium | Shane Douglas (con Francine) sconfisse Sabu (c) e Terry Funk per l'ECW Championship              |
| 1999 (Dettagli) | 16 maggio 1999 | Poughkeepsie    | Mid-Hudson Civic Center | Taz (c) sconfisse Buh Buh Ray Dudley (con Sign Guy Dudley) per l'ECW Championship                |
| 2000 (Dettagli) | 14 maggio 2000 | Milwaukee       | The Rave                | Justin Credible (c) (con Francine) sconfisse Lance Storm (con Dawn Marie) per l'ECW Championship |